# Premio Internacional Luis Valtueña de Fotografía Humanitaria
El Premio Internacional de Fotografía Humanitaria Luis Valtueña se falla anualmente en España, convocado por Médicos del Mundo. El premio rinde homenaje al fotógrafo Luis Valtueña y a los cooperantes Flors Sirera y Manuel Madrazo, asesinados todos ellos por responsables del FPR, según el auto del juez Fernando Andreu Merelles, Sumario 3 / 2008 -- D, del Juzgado de Instrucción N.º 4 de la Audiencia Nacional española, admitido a trámite en 2008, cuando trabajaban con Médicos del Mundo en Ruanda en 1997, así como a Mercedes Navarro, asesinada en Bosnia en 1995 cuando colaboraba también con esta organización. Luis Valtueña era fotógrafo profesional y trabajaba en España para la Agencia Cover. El premio tiene como objetivo fomentar valores humanitarios y servir de testimonio y denuncia de las situaciones en las que se encuentran los grupos más vulnerables del mundo.
La primera edición se falló en 1998, premiando fotografías del año anterior.

## Lista de galardonados
- 2018 (XVIII): Juan Medina[3]
- 2015 (XVIII): José Palazón[4]
- 2014 (XVII): Niclas Hammarström[5]
- 2013 (XVI): Olmo Calvo[6]
- 2012 (XV): Alessandro Grassani[7]
- 2011 (XIV): Fernando Moleres[2]
- 2010 (XIII): Francesco Cocco (revocado)[8]
- 2009 (XII): Andrew MacConnell[9]
- 2008 (XI): Giovanni Marrozzini[10]
- 2007 (X): Yannis Kontos[11]
- 2006 (IX): Javier Teniente y Javier Arcenillas[12]
- 2005 (VIII): Kurt Tong[13]
- 2004 (VII): Javier Teniente[14]
- 2003 (VI): Enrique Pimoulier[15]
- 2002 (V): Luis Guillermo Quintanal[16]
- 2001 (IV): Ángel López Soto[17]
- 2000 (III): Jorge Simao[18]
- 1999 (II): Enrique Pimoulier[15]
- 1998 (I): Luis Sánchez Dávila[18]